# Charles de Guise (1524–1574)
Charles de Guise forma spolszczona: Karol de Guise (ur. 17 lutego 1524, Joinville, zm. 26 grudnia 1574, Awinion) – francuski duchowny i polityk z rodu de Guise (Gwizjuszy).

## Życiorys
Syn Klaudiusza Lotaryńskiego, pierwszego księcia de Guise.
Od 1538 arcybiskup Reims, następnie biskup Metzu od 1550 do 1551; od 1547 kardynał Lotaryngii.
Polityczny przywódca stronnictwa katolickiego w czasie wojen religijnych. Popierał działalność jezuitów we Francji.
Zmarł na zapalenie płuc w Awinionie po tym jak wziął tam udział, zachęcony przez króla Henryka III, w corocznej procesji penitentów, w zimnie, w strugach deszczu i błocie.